# Списак поглавара Грузијске православне цркве
Списак предстојатеља Грузијске православне цркве

### Мцхетски архиепископи
- Јован I (335—363),
- Јаков (363—375),
- Јов (375—390),
- Илија I (390—400),
- Симон I (400—410),
- Мојсије (410—425),
- Јона (425—429),
- Јеремија (429—433),
- Григорије I (433—434),
- Василије I (434—436),
- Глонахор (Мобидан) (436—448),
- Јоило I (448—452),
- Михаило I (452—467).

### Католикос-архиепископи Иберије
- Петар I (467—474),
- Самуило I (474—502),
- Гаврило I (502—510),
- Тавпечаг I (510—516),
- Чирмаг I (516—523),
- Сава I (523—532),
- Еулавије (532—544),
- Самуило II (544—553),
- Макарије (553—569),
- Симон II (569—575),
- Самуило III (575—582),
- Самуило ИВ (582—591),
- Вартоломеј (591—595),
- Кирион И (595/599—610/614/616),
- Јован II (610—619),
- Вавила (619—629),
- Табори (629—634),
- Самуило V (634—640),
- Евнон (640—649),
- Тавпечаг II (649—664),
- Еулалија (664—668),
- Јоило II (668—670),
- Самуило VI (670—677),
- Ђорђе I (677—678),
- Кирион II (678—683),
- Изид-Бозид (683—685),
- Теодор I (685—689),
- Петар II (689—720),
- Талале (720—731),
- Мамаи (731—744),
- Јован III (744—760),
- Григорије II (760—767),
- Сармејци (767—774),
- Михаило II (774—780),
- Самуило VII (780—790),
- Кирил (791—802),
- Григорије III (802—814),
- Самуило VIII (814—826),
- Ђорђе II (826—838),
- Гаврило II (838—850),
- Иларион I (850—860),
- Арсеније I (860—887),
- Евсухије (887—900),
- Климент (900—914),
- Василиј II (914—930),
- Михаило III (930—944),
- Давид I (944—955),
- Арсеније II (955—980),
- Јован IV (Окропири) (980—1001),
- Симон III (1001—1012).

### Католикос-патријарси целе Грузије
- Мелхиседек I (1012—1030, 1039—1045)
- Јован II (Окропири) (1031—1039, 1045—1049)
- Јевтимије I (1049—1055)
- Џорџ III (Таоели; 1055—1065)
- Гаврило III (Сапарели; 1065—1080)
- Димитрије (1080—1090)
- Василиј III (Карицхисдзе; 1090—1100)
- Јован IV (Сапарели; 1100—1142)
- Свимон IV (Гулаберисдзе; 1142—1146)
- Сава II (1146—1150)
- Никола I (Гулаберисдзе; 1150—1174)
- Михаило IV (Мирианисдзе; 1178—1186)
- Теодор II (1186—1206)
- Василије IV (1206—1208)
- Јован V (1208—1210)
- Епифаније (1210—1220)
- Јевтимије II (1220—1222)
- Арсеније III (1222—1225)
- Џорџ IV (1225—1230)
- Арсеније IV (Булмаисимисдзе; 1230—1240)
- Николај II (1240—1280)
- Абрахам I (1280—1310)
- Јевтимије III (1310—1325)
- Михаило V (1325—1330)
- Василије V (1330—1350)
- Доротеј I (1350—1356)
- Шио I (1356—1364)
- Никола III (1364—1380)
- Џорџ V (1380—1399)
- Илија I (Гобирахисдзе; 1399—1411)
- Михаило VI (1411—1426)
- Давид II (Багратиони; 1426—1430)
- Теодор III (1430—1435)
- Давид III (Гобеладзе; 1435—1439, 1443—1459)
- Шио II (1440—1443)
- Марко (1460—1466)
- Давид IV (1466—1479)
- Евагрије (1480—1492, 1500—1503)
- Абрахам II (1492—1497)
- Јефрем I (1497—1500)
- Доротеј II (1503—1510, 1511—1516)
- Дионисије (1510—1511)
- Василиј VI (1517—1528)
- Малахија (1528—1538)
- Мелхиседек II (Багратиони; 1538—1541)
- Герман (1541—1547)
- Свимон V (1547—1550)
- Зеведеј I (1550—1557)
- Доментије I (1557—1562)
- Никола IV (Бараташвили; 1562—1584)
- Никола V (Багратиони; 1584—1591)
- Доротеј III (1592—1599)
- Доментије II (1599—1603)
- Зеведеј II (1603—1610)
- Јован VI (Авалишвили; 1610—1613)
- Кристофор I (1613—1622)
- Захарија (Џорџадзе; 1623—1630)
- Евдеми I (Диасамидзе; 1630—1638)
- Кристофор II (Урдубегишвили Амилахвари; 1638—1660)
- Доментије III (Багратиони; 1660—1675)
- Никола VI (Магаладзе; 1675—1676)
- Никола VII (Амилахвари; 1676—1687, 1691—1695)
- Јован VII (Дијасамидзе; 1687—1691, 1696—1700)
- Евдемије II (Диасамидзе; 1700—1703)
- Доментије IV (Багратиони; 1704—1725, 1739—1741)
- Висарион (Орбелијани; 1725—1737)
- Кирил (1737—1739)
- Никола VIII (Кхеркхеулидзе; 1742—1744);
- Антоније I (Темураз Багратиони; 1744—1755, 1764—1788)
- Јосиф Гиандиери; 1755—1764)
- Антоније II (Багратиони; 1788—1811)

### Егзарси Грузије
- Митрополит Варлаам (Еристави) (1811—1817),
- Митрополит Теофилакт (Русанов) (1817—1821),
- Митрополит Јона (Василевски) (1821—1834),

- Архиепископ Мојсије (Богданов-Платонов) (1832—1834),
- Архиепископ Евгениј (Баженов) (1834—1844),
- Архиепископ Исидор (Николски) (1844—1858),
- Архиепископ Јевсевије (Иљински) (1858—1877),
- Архиепископ Јоаникиј (Руднев) (1877—1882),
- Архиепископ Павле (Лебедев) (1882—1887),
- Архиепископ Паладије (Раев) (1887—1892),
- Архиепископ Владимир (Богојављење) (1892—1898),
- Архиепископ Флавијан (Городецки) (1898—1901),
- Архиепископ Алексије (Опотски) (1901—1905),
- Архиепископ Николај (Налимов) (1905—1906),
- Архиепископ Никон (Софијски) (1906—1908),
- Архиепископ Инокентије (Бељајев) (1909—1913),
- Архиепископ Алексије ИИ (Молчанов) (1913—1914),
- Архиепископ Питирим (Окнов) (1914—1915),
- Архиепископ Платон (Рождественски) (1915—1917).

### Католикоси-патријарси све Грузије
- Кирион II (Саџаглишвили) (1917—1918);
- Леонид (Окропиридзе) (1918—1921);
- Амвросије (Хелаја) (1921—1927);
- Кристофор III (Цицкишвили) (1927—1932);
- Калистрат (Цинцадзе) (1932—1952);
- Мелхиседек III (Пхаладзе) (1952—1960);
- Јефрем II (Сидамонидзе) (1960—1972);
- Давид VI (Девдариани) (1972—1977);
- Патријарх грузијски Илија II (од 25. децембра 1977).